# Nuoto ai Giochi della XVIII Olimpiade - 1500 metri stile libero maschili
La competizione dei 1500 metri stile libero maschili di nuoto ai Giochi della XVIII Olimpiade si è svolta nei giorni 16 e 17 ottobre 1964 allo Yoyogi National Gymnasium di Tokyo.

## Programma
| Data            | Round      | Note                           |
| --------------- | ---------- | ------------------------------ |
| 16 ottobre 1964 | 5 Batterie | I migliori 8 tempi alla finale |
| 17 ottobre 1964 | Finale     |                                |

## Risultati

### Batterie
| Pos. | Atleta           | Nazione    | Tempo   | Posizione finale |
| ---- | ---------------- | ---------- | ------- | ---------------- |
| 1    | Bob Windle       | Australia  | 17'15"9 | 1                |
| 2    | József Katona    | Ungheria   | 17'33"5 | 8                |
| 3    | Kazuyuki Iwamoto | Giappone   | 17'52"7 | 13               |
| 4    | Holger Kirschke  | Germania   | 18'01"6 | 15               |
| 5    | Celestino Pérez  | Porto Rico | 18'07"2 | 17               |
| 6    | Tan Thuan Heng   | Malaysia   | 18'24"2 | 23               |
| 7    | Esa Lepola       | Finlandia  | 18'33"4 | 27               |

| Pos. | Atleta             | Nazione                 | Tempo   | Posizione finale |
| ---- | ------------------ | ----------------------- | ------- | ---------------- |
| 1    | Roy Saari          | Stati Uniti             | 17'27"0 | 4                |
| 2    | Sueaki Sasaki      | Giappone                | 17'28"8 | 5                |
| 3    | Sandy Gilchrist    | Canada                  | 17'42"0 | 12               |
| 4    | Tin Maung Ni       | Birmania                | 18'09"5 | 20               |
| 5    | Alan Durrett       | Rhodesia Settentrionale | 18'24"9 | 24               |
| 6    | Slobodan Dijaković | Jugoslavia              | 18'31"2 | 25               |
| 7    | Walter Ledgard Jr. | Perù                    | 19'10"3 | 29               |

| Pos. | Atleta               | Nazione        | Tempo   | Posizione finale |
| ---- | -------------------- | -------------- | ------- | ---------------- |
| 1    | John Nelson          | Stati Uniti    | 17'22"4 | 2                |
| 2    | Russell Phegan       | Australia      | 17'28"9 | 6                |
| 3    | Guillermo Echevarría | Messico        | 17'35"0 | 9                |
| 4    | Miguel Torres        | Spagna         | 17'36"0 | 10               |
| 5    | Heinz Junga          | Germania       | 18'08"7 | 19               |
| 6    | Petr Lohnický        | Cecoslovacchia | 18'18"4 | 22               |
| 7    | Elliot Chenaux       | Porto Rico     | 18'33"1 | 26               |

| Pos. | Atleta          | Nazione       | Tempo   | Posizione finale |
| ---- | --------------- | ------------- | ------- | ---------------- |
| 1    | Allan Wood      | Australia     | 17'26"3 | 3                |
| 2    | Veljko Rogošić  | Jugoslavia    | 18'05"5 | 16               |
| 3    | John Thurley    | Gran Bretagna | 18'12"3 | 21               |
| 4    | Ricardo Morello | Argentina     | 18'46"5 | 28               |
| 5    | Pano Capéronis  | Svizzera      | 19'10"5 | 30               |
| 6    | Robert Loh      | Hong Kong     | 19'28"6 | 31               |

| Pos. | Atleta         | Nazione     | Tempo   | Posizione finale |
| ---- | -------------- | ----------- | ------- | ---------------- |
| 1    | Bill Farley    | Stati Uniti | 17'30"5 | 7                |
| 2    | Satoru Nakano  | Giappone    | 17'40"4 | 11               |
| 3    | Julio Arango   | Colombia    | 17'59"1 | 14               |
| 4    | Alfredo Guzmán | Messico     | 18'07"4 | 18               |

### Finale
| Pos.    | Atleta         | Nazione     | Tempo   |
| ------- | -------------- | ----------- | ------- |
| Oro     | Bob Windle     | Australia   | 17'01"7 |
| Argento | John Nelson    | Stati Uniti | 17'03"0 |
| Bronzo  | Allan Wood     | Australia   | 17'07"7 |
| 4       | Bill Farley    | Stati Uniti | 17'18"2 |
| 5       | Russell Phegan | Australia   | 17'22"4 |
| 6       | Sueaki Sasaki  | Giappone    | 17'25"3 |
| 7       | Roy Saari      | Stati Uniti | 17'29"2 |
| 8       | József Katona  | Ungheria    | 17'30"8 |